# Aston Bay
Aston Bay est une station balnéaire située en banlieue de Jeffreys Bay, une ville de la province du Cap-Oriental en Afrique du Sud. 
Aston Bay est principalement une banlieue résidentielle et de villégiature. 

## Localisation
Aston Bay est situé à 3 km au sud de Jeffreys Bay. 

## Administration
Aston Bay est un faubourg intégré dans la ville de Jeffreys Bay laquelle est administrée par la municipalité locale de Kouga, dans le district de Sarah Baartman.

## Démographie
En 2011, sa population est de 792 habitants (94,07% de blancs, 2,90% de noirs, 2,78% de coloureds), principalement de langue maternelle afrikaans (69,19%) et anglaise (27,53%).